# Ormosia kashmiri
Ormosia kashmiri är en tvåvingeart som beskrevs av Alexander 1965. Ormosia kashmiri ingår i släktet Ormosia och familjen småharkrankar. Inga underarter finns listade i Catalogue of Life.